# Jacek Ozdoba
Jacek Dawid Ozdoba (ur. 22 września 1991 w Warszawie) – polski polityk, prawnik i urzędnik państwowy, poseł na Sejm IX i X kadencji (od 2019), sekretarz stanu w Ministerstwie Klimatu (2020), sekretarz stanu w Ministerstwie Klimatu i Środowiska (2020–2023), minister-członek Rady Ministrów w trzecim rządzie Mateusza Morawieckiego (2023), poseł do Parlamentu Europejskiego X kadencji (od 2024).

## Życiorys
Syn Tomasza i Danuty. Absolwent studiów prawniczych na Wydziale Prawa i Administracji Uniwersytetu Kardynała Stefana Wyszyńskiego w Warszawie. Ukończył także Wyższy Kurs Obronny na Akademii Sztuki Wojennej.
Jako działacz Polski Razem w 2014 uzyskał mandat radnego dzielnicy Mokotów w Warszawie z listy Prawa i Sprawiedliwości. Był autorem największej liczby interpelacji w sprawie reprywatyzacji. Pełnił funkcję sekretarza klubu PiS. W wyborach samorządowych w 2018 jako lider okręgowej listy PiS do Rady m.st. Warszawy otrzymał 8628 głosów. Był członkiem Komisji Rewizyjnej, Komisji Ochrony Środowiska oraz Komisji Skarg, Wniosków i Petycji.
W 2015 bez powodzenia kandydował do Sejmu. W latach 2015–2018 był doradcą w Kancelarii Prezesa Rady Ministrów w rządach Beaty Szydło i Mateusza Morawieckiego. W 2016 jako przedstawiciel Ministerstwa Sprawiedliwości został powołany w skład Rady Głównej do Spraw Społecznej Readaptacji i Pomocy Skazanym. W 2018 był rzecznikiem sztabu kandydata PiS na prezydenta m.st. Warszawy Patryka Jakiego.
Zasiadał w radzie krajowej Polski Razem, a od 2017 (po jej przekształceniu) w zarządzie krajowym Porozumienia. W 2019 został wykluczony z tej partii. W wyborach parlamentarnych w tym samym roku jako kandydat Solidarnej Polski został wybrany na posła na Sejm z okręgu płockiego z listy PiS, otrzymując 17 873 głosy. Po wyborach przystąpił do Solidarnej Polski (w 2022 został rzecznikiem prasowym tej partii, która w 2023 przemianowała się na Suwerenną Polskę).
W styczniu 2020 został powołany na sekretarza stanu w Ministerstwie Klimatu (w październiku tegoż roku przekształconym w Ministerstwo Klimatu i Środowiska). Powierzono mu nadzór m.in. nad Departamentem Gospodarki Odpadami, Departamentem Ciepłownictwa oraz Departamentem Instrumentów Środowiskowych. Został członkiem Rady Infrastruktury Informacji Przestrzennej, Komitetu Rady Ministrów do Spraw Cyfryzacji oraz Zespołu ds. Koordynowania i Monitorowania Wdrażania Rządowego Programu Przeciwdziałania Korupcji. W grudniu 2022 pozbawiony większości kompetencji w ramach resortu. Jeszcze w tym samym miesiącu przywrócono mu nadzór nad dwoma departamentami oraz nad Głównym Inspektoratem Ochrony Środowiska.
W wyborach w 2023 z powodzeniem ubiegał się o poselską reelekcję (z wynikiem 19 637 głosów). 27 listopada 2023 powołany na urząd ministra-członka Rady Ministrów w trzecim rządzie Mateusza Morawieckiego. Funkcję tę pełnił do 13 grudnia 2023. W styczniu 2024 powołany w skład sejmowej komisji śledczej ds. wykorzystania oprogramowania Pegasus. W wyborach w 2024 został wybrany na eurodeputowanego X kadencji, kandydując w okręgu nr 5 i otrzymując 54 327 głosów. W Europarlamencie wszedł w skład Komisji Ochrony Środowiska Naturalnego, Zdrowia Publicznego i Bezpieczeństwa Żywności, został też zastępcą członka w Komisji Wolności Obywatelskich, Sprawiedliwości i Spraw Wewnętrznych. W październiku tego samego roku, po wejściu Suwerennej Polski w skład PiS, został wicerzecznikiem tej partii.

## Wyróżnienia
„Dziennik Gazeta Prawna” zaliczał go do grona 50 najbardziej wpływowych prawników w Polsce (w rankingu za 2020, 2021 i 2022).

## Wyniki wyborcze
| Wybory | Komitet wyborczy                | Komitet wyborczy       | Organ                  | Okręg          | Wyniki        |
| ------ | ------------------------------- | ---------------------- | ---------------------- | -------------- | ------------- |
| 2014   |                                 | Prawo i Sprawiedliwość | Rada Dzielnicy Mokotów | nr 2           | 1575 (11,65%) |
| 2015   | Sejm VIII kadencji              | Prawo i Sprawiedliwość | nr 19                  | 1197 (0,11%)   |               |
| 2018   | Rada m.st. Warszawy             | Prawo i Sprawiedliwość | nr 6                   | 8628 (10,32%)  |               |
| 2019   | Sejm IX kadencji                | Prawo i Sprawiedliwość | nr 16                  | 17 873 (4,82%) |               |
| 2023   | Sejm X kadencji                 | Prawo i Sprawiedliwość | nr 16                  | 19 637 (4,44%) |               |
| 2024   | Parlament Europejski X kadencji | Prawo i Sprawiedliwość | nr 5                   | 54 327 (7,56%) |               |